# Липово (Козловський район)
Ли́пово (рос. Липово, чув. Çăкалăх) — присілок у складі Козловського району Чувашії, Росія. Входить до складу Ємьоткінського сільського поселення.
Населення — 177 осіб (2010; 187 у 2002).
Національний склад:
- чуваші — 96 %